# All'ombra della ghigliottina
All'ombra della ghigliottina (Dangerous Exile) è un film britannico del 1957 diretto da Brian Desmond Hurst.